# Odontodes seranensis
Odontodes seranensis là một loài bướm đêm trong họ Noctuidae.